# José Manuel Suárez (actor)
José Manuel Suárez (Caracas, 19 de febrero de 1988) es un actor de cine y teatro, bailarín, coreógrafo y director venezolano. Ha participado en varias telenovelas venezolanas entre las que destaca Más que amor, frenesí y Para verte mejor.

## Carrera
Nació en la ciudad de Caracas. Uno de sus primeros trabajos actorales fue en la serie de TV del 2001 Más que amor, frenesí.
En 2017, protagonizó a "Luís Martínez en Para verte mejor.  El 12 de junio de 2021 Alvarado anunció que un mes atrás, en mayo de ese año habían contraído nupcias.

## Filmografía

### Televisión
| Año       | Título                                       | Rol                                   |
| --------- | -------------------------------------------- | ------------------------------------- |
| 1996      | juana la iguana                              |                                       |
| 1997      | A todo corazón                               | Daniel Rodríguez "Danielito"          |
| 2001      | Más que amor, frenesí                        | Fernando José López Pacheco "Nandito" |
| 2002      | Mambo y canela                               | "Rolo"                                |
| 2003      | Cosita rica                                  | Nixon                                 |
| 2006      | Los querendones                              | Luis "Luisito" Arriechi               |
| 2005-2006 | Mega match                                   | Él mismo                              |
| 2008      | ¿Vieja yo?                                   | Justito Ramírez Batalla               |
| 2009      | Tomasa Tequiero                              | Jorge Bustamante                      |
| 2003-2012 | La guerra de los sexos                       | Él mismo                              |
| 2011-2012 | El árbol de Gabriel                          | Maikel Blanco                         |
| 2013      | Vicente                                      | Rubén                                 |
| 2014      | Escándalos: Todo es real excepto sus nombres |                                       |
| 2016      | Tamara                                       | Sosa                                  |
| 2017      | Para verte mejor                             | Luís Martínez "Luisito"               |
| 2020      | Retrato de Familia                           | Juancho                               |

### Películas
| Año  | Título                            | Rol           |
| ---- | --------------------------------- | ------------- |
| 2009 | Libertador Morales, el justiciero | Simón Morales |
| 2009 | Cheila, una casa pa' maita        | Cheíto        |
| 2011 | Cortos Interruptus                | Javi          |